# Wasilij Mieszkow
Wasilij Michajłowicz Mieszkow (ros. Василий Михайлович Мешков, ur. 19 listopada?/2 grudnia 1908 we wsi Wiszniewieckoje w obwodzie dniepropetrowskim, zm. 23 sierpnia 1991 w Kijowie) – radziecki wojskowy, Bohater Związku Radzieckiego (1940).

## Życiorys
Urodził się w ukraińskiej rodzinie chłopskiej. Skończył 8 klas, pracował jako traktorzysta, od 1930 służył w Armii Czerwonej, od 1932 należał do WKP(b). W 1934 ukończył szkołę piechoty w Odessie, we wrześniu 1939 brał udział w agresji ZSRR na Polskę, a zimą 1939/1940 w wojnie z Finlandią jako dowódca batalionu 85 pułku piechoty 100 Dywizji Piechoty 7 Armii w stopniu starszego porucznika. Wyróżnił się w walkach w rejonie Wyborga 2 lutego 1940. Ukończył Akademię Wojskową im. Frunzego (1941), od września 1941 uczestniczył w wojnie z Niemcami, m.in. jako dowódca 272 Dywizji Piechoty. W 1948 ukończył Wojskową Akademię Sztabu Generalnego, w 1957 został zwolniony do rezerwy w stopniu pułkownika.

## Odznaczenia
- Złota Gwiazda Bohatera Związku Radzieckiego (21 marca 1940)
- Order Lenina
- Order Czerwonego Sztandaru (trzykrotnie)
- Order Kutuzowa II klasy
- Order Wojny Ojczyźnianej I klasy (11 marca 1985)
- Order Czerwonej Gwiazdy
- Medal „Za zasługi bojowe”
- Medal „Za zwycięstwo nad Niemcami w Wielkiej Wojnie Ojczyźnianej 1941–1945”
- Medal „Weteran Sił Zbrojnych ZSRR”
- Medal „Weteran pracy”
- Order Krzyża Grunwaldu III klasy (Polska Ludowa)
- Medal za Odrę, Nysę, Bałtyk (Polska Ludowa)
- Medal Zwycięstwa i Wolności 1945 (Polska Ludowa)

I inne.